# 太保里
23°27′46.8″N 120°19′54.2″E / 23.463000°N 120.331722°E
太保里，舊稱前溝尾庄、溝尾前庄，後改稱太保庄，前身太保村，隸屬於嘉義縣太保市，東鄰後潭里，南接春珠里，西鄰崙頂里，北隔新埤里。
鄭氏時期時，潮州府普寧人張瑞至此開墾。康熙六十年（1721年）根據藍鼎元之記載，可知康熙末時溝尾莊已分為溝尾前庄、溝尾後庄二個庄頭，今日之太保里即為當時之溝尾前庄，又名為前溝尾庄。清領時期時為紀念曾住於此的太子太保—閩浙水路提督王得祿將軍逝世，除追封他為伯爵外，也將前溝尾莊更名為「太保」。

## 地理
太保里有嘉49線（麻太路）和縣道168號（嘉朴公路）二條主要幹道，分別為南北、東西走向。其中嘉朴公路既連接中山高速公路和東西快速道路，同時亦為高鐵嘉義站之所在。

## 聚落歷史
鄭氏時期，潮州普寧人張瑞來台開拓。
居民以傅姓、張姓為大宗，約有上百戶住民，同時於溝尾有一聚落加走庄，在其勢力逐漸消弭後，太保才漸漸富庶。

## 教育
太保里內建有太保國小、太保國中兩教育機構。
太保國小創立於日治明治三十二年（1899年），現任校長為連國欽。
太保國中於民國五十七年（1968年）八月一日創立，為順應同年延長九年國民教育。馬痕吉為創校校長，現任校長為邱獻萱。

## 宗教信仰
太保里內居民宗教信仰多元，以道教為大宗，後依信仰比例多寡依序為佛教，基督教和天主教。寺廟奉祀主神有七星娘娘、三山國王、玄天上帝等。

### 福濟宮
清初康熙元年，張氏於自福建泉州府渡海來台謀生，信仰七星娘娘於此建廟，初建廟宇較為簡陋，以木料草茸搭建。
嘉慶十七年（1812年），王得祿為擴建提督衙，遷原廟址於太保段三零七號。民國六十五年（1976年）承七星娘娘輿旨，擇建於舊址。後向外募捐，眾信眾於民國六十七年（1978年）十月協力完成廟殿。

### 玄保宮
玄保宮於民國七十七年（1988年）建立，組織型態為管理人制，以選舉方式產生管理人。張恰為目前主任委員，廟有信徒27人。

## 景點
太保里內有王氏家廟（供奉王得祿）、市立兒童公園、石獅等。

## 農業
太保里位屬嘉南平原，給水由於灌溉設施的便利而無虞，提高了生產量。其主要農作物有稻米、香瓜、玉米和番茄......等。